# La virtud del egoísmo
La virtud del egoísmo: un nuevo concepto de egoísmo es una colección de ensayos de 1964 de la filósofa y escritora Ayn Rand y el escritor Nathaniel Branden. La mayoría de los ensayos aparecieron originalmente en The Objectivist Newsletter. El libro cubre cuestiones éticas desde la perspectiva de la filosofía objetivista de Rand. Algunos de sus temas incluyen la identificación y validación del egoísmo como un código ético racional, la destructividad del altruismo y la naturaleza de un gobierno adecuado.

## Resumen
El libro contiene 19 ensayos, 14 de ellos escritos por Rand y cinco por Branden, además de una introducción escrita por Rand. Todos menos uno de los ensayos se habían publicado anteriormente en The Objectivist Newsletter, una revista que Rand y Branden lanzaron en 1962. La excepción fue el primer ensayo del libro, "La ética objetivista", que fue un artículo que Rand presentó en la Universidad de Wisconsin durante un simposio sobre "La ética en nuestro tiempo". "La ética objetivista" explica los fundamentos de la teoría ética de Rand. Sus otros ensayos involucran variedad de temas éticos, a menudo desafiando perspectivas comunes sobre esos temas como el compromiso y el juicio moral. Los ensayos de Branden, como "El individualismo falso" y "La psicología del placer", presentan una visión de la moralidad más centrada en la psicología.

## Uso del términoegoísmo
La caracterización de Rand del egoísmo como una virtud, incluso en el título del libro, es uno de sus elementos más controvertidos. El filósofo Chandran Kukathas dijo que la posición de Rand en este punto "le trajo notoriedad, pero la mantuvo fuera de la corriente intelectual dominante". Rand reconoció en la introducción en el libro del término "egoísmo" no se usaba típicamente para describir el comportamiento virtuoso, pero insistió en que su uso era consistente con un significado más preciso del término como simplemente la "preocupación por los propios intereses". La equiparación del egoísmo con el mal, dijo Rand, había causado "que se parase el desarrollo moral de la humanidad" y debía ser rechazada.
Los críticos han cuestionado la interpretación de Rand del término. La escritora feminista libertaria Sharon Presley describió el uso de "egoísmo" de Rand como "perversamente idiosincrásico" y contrario al significado del diccionario del término, a pesar de las afirmaciones de Rand en sentido contrario. Presley cree que el uso del término ha provocado que los argumentos de Rand se caractericen erróneamente con frecuencia. El profesor de filosofía Max Hocutt descartó la frase "la virtud del egoísmo" como "exceso retórico", diciendo que "sin calificación y explicación, es demasiado paradójico para merecer una discusión seria". En contraste, los filósofos Douglas J. Den Uyl y Douglas B. Rasmussen describieron la respuesta de Rand a la pregunta de por qué usa el término como "ni antagonista ni defensivo, sino más bien profundo". El filósofo Chris Matthew Sciabarra dijo que es "discutible" si Rand describió con precisión el significado del término, pero argumentó que la posición filosófica de Rand requería alterar los significados convencionales de algunos términos para expresar sus puntos de vista sin inventar palabras completamente nuevas. El profesor de filosofía Stephen Hicks escribió en la Enciclopedia de Filosofía de Internet que el "título provocativo" de Rand se correspondía con "una tesis igualmente provocativa sobre la ética".

## Historial de la publicación

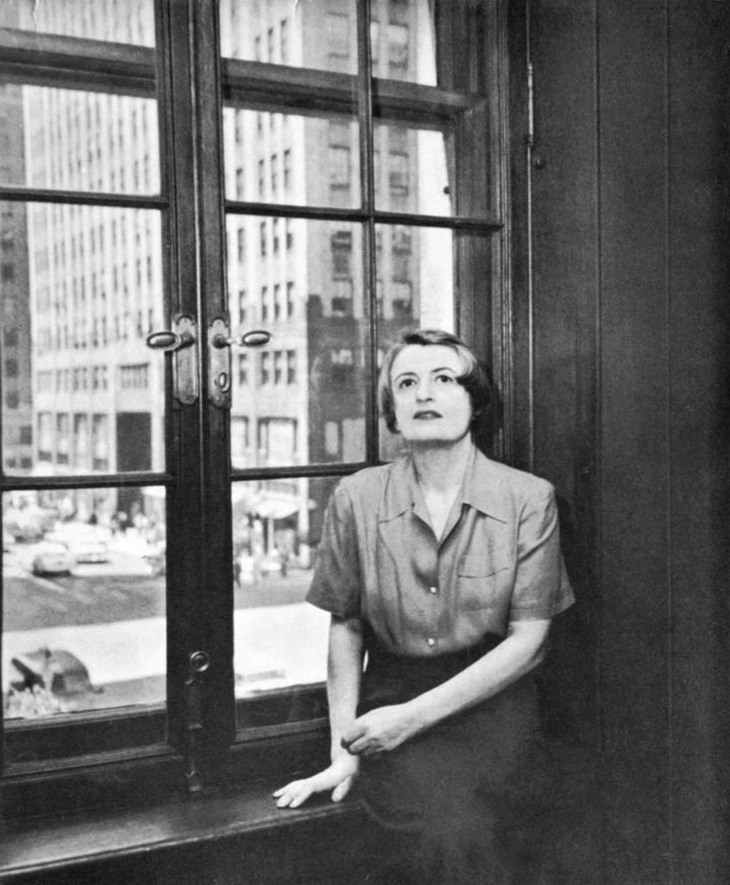
Ayn Rand en 1957

La idea de crear una colección de ensayos de Rand provino inicialmente de Bennett Cerf de la editorial Random House, quien había publicado dos de los libros anteriores de Rand, Atlas Shrugged y For the New Intellectual. Rand propuso una colección de artículos titulada The Fascist New Frontier, después de un discurso en el Foro Ford Hall que ella había dado criticando las opiniones del presidente John F. Kennedy. Incómodo con la comparación de Rand de Kennedy con Adolf Hitler, Cerf le pidió a Rand que eligiera un título diferente. Pero ella rechazó esta solicitud y abandonó Random House (además de poner fin a su amistad con Cerf), eligiendo New American Library como editor de su nuevo libro. La virtud del egoísmo tenía un título diferente y no incluía su artículo sobre Kennedy; éste había sido asesinado antes de que fuera puesto en circulación, por lo que la oportunidad del ensayo era discutible.

## Recepción
El libro se convirtió en una de las obras de no ficción más vendidas de Rand, vendiendo más de 400.000 copias en los primeros cuatro meses de su lanzamiento, y más de 1,35 millones de copias hasta 2014
La erudita sobre Rand, Mimi Reisel Gladstein, describió la colección de ensayos como "ecléctica" y "atractiva para lectores interesados no académicos o no especializados, así como para el estudiante más serio del objetivismo". Gladstein informó que varias reseñas contemporáneas compararon los puntos de vista de Rand con el existencialismo.
En su libro Ganar a través de la intimidación, el autor de autoayuda Robert J. Ringer dijo que La virtud del egoísmo es la "obra maestra" de Rand.
En una aparición pública, el escritor Christopher Hitchens dijo: "Aunque tengo cierto respeto por La virtud del egoísmo, una colección de ensayos. . . no creo que sean necesarios ensayos que defiendan el egoísmo entre los seres humanos. No sé cuál ha sido su impresión, pero algunas cosas no requieren más refuerzo " 